# Primera División 1913 (Uruguay)
Het seizoen 1913 van de Primera División was het dertiende seizoen van de hoogste Uruguayaanse voetbalcompetitie, georganiseerd door de Liga Uruguaya de Football. De Primera División was een amateurcompetitie, pas vanaf 1932 werd het een professionele competitie.

## Teams
Er namen acht ploegen deel aan de Primera División tijdens het seizoen 1913. Zeven ploegen wisten zich vorig seizoen te handhaven en Reformers FC promoveerde vanuit de Segunda División. Zij kwamen in de plaats van het gedegradeerde Dublin FC.
| Club                                 | Stad       | Stadion                | Vorig seizoen |
| ------------------------------------ | ---------- | ---------------------- | ------------- |
| Bristol FC                           | Montevideo | Onbekend               | 5e            |
| Central FC                           | Montevideo | Cancha Punta Carretas  | 6e            |
| Central Uruguay Railway Cricket Club | Montevideo | Field de Villa Peñarol | 2e            |
| Montevideo Wanderers FC              | Montevideo | Estadio Belvedere      | 3e            |
| Club Nacional de Football            | Montevideo | Gran Parque Central    | 1e            |
| Reformers FC                         | Montevideo | Onbekend               | 1e (2ª)       |
| River Plate FC                       | Montevideo | Parque Lugano          | 4e            |
| Universal FC                         | Montevideo | Parque Salvo           | 7e            |

## Competitie-opzet
Alle deelnemende clubs speelden tweemaal tegen elkaar (thuis en uit). De ploeg met de meeste punten werd kampioen.
De strijd om het kampioenschap ging dit seizoen tussen titelverdediger Club Nacional de Football en River Plate FC. Deze was tot de laatste speelronde nog niet beslist. Op de laatste speeldag zou Nacional het opnemen tegen hun rivalen C.U.R.C.C., die zelf geen kans meer hadden op de eerste plek. De A-selectie van C.U.R.C.C. was echter door de directie geschorst, omdat ze zonder toestemming een andere wedstrijd hadden gespeeld. Hierdoor stelde C.U.R.C.C. voor hun laatste wedstrijd een ploeg met reservespelers op. Nacional (dat moest winnen om nog kans te maken op de titel) kwam tegen deze "tweede keus" van C.U.R.C.C. niet verder dan een 2–2 gelijkspel. Hierdoor was River Plate zeker van hun derde landstitel. Mede dankzij het gelijkspel tegen Nacional behaalde C.U.R.C.C. de derde plaats, kort voor Central FC en Montevideo Wanderers FC. De rode lantaarn was voor Bristol FC, dat daardoor degradeerde naar de Segunda División.

### Kwalificatie voor internationale toernooien
Sinds 1900 werd de Copa de Competencia Chevallier Boutell (ook wel bekend als de Tie Cup) gespeeld tussen Uruguayaanse en Argentijnse clubs. De winnaar van de Copa Competencia kwalificeerde zich als Uruguayaanse deelnemer voor dit toernooi. Sinds 1905 werd om een tweede Rioplatensische beker gespeeld, de Copa de Honor Cousenier. De winnaar van de Copa de Honor plaatste zich namens Uruguay voor dit toernooi. De Copa Competencia en Copa de Honor waren allebei een officiële Copa de la Liga, maar maakten geen deel uit van de Primera División.
In 1913 werd er een derde Rioplatensische beker geïntroduceerd, de Copa Ricardo Aldao (afgekort tot Copa Aldao). genoemd naar de voorzitter van het Argentijnse Club de Gimnasia y Esgrima die de beker had geschonken. De Copa Aldao werd betwist tussen de landskampioenen van beide landen om zo te bepalen wie zich de beste Rioplatensische ploeg zou mogen noemen. In tegenstelling tot de andere twee bekers (waarvan de Uruguayaanse deelnemer werd bepaald in een apart toernooi) werd de Uruguayaanse club die aan de Copa Aldao meedeed dus wel bepaald middels de Primera División.

### Eindstand
|     | Club                      | Sp. | W | G | V | Pnt. | DV | DT | DS  |
| --- | ------------------------- | --- | - | - | - | ---- | -- | -- | --- |
| 01. | River Plate FC            | 14  | 9 | 4 | 1 | 22   | 20 | 9  | +11 |
| 2.  | Club Nacional de Football | 14  | 7 | 6 | 1 | 20   | 25 | 9  | +16 |
| 3.  | C.U.R.C.C.                | 14  | 5 | 4 | 5 | 14   | 20 | 16 | +4  |
| 4.  | Central FC                | 14  | 6 | 2 | 6 | 14   | 12 | 14 | –2  |
| 5.  | Montevideo Wanderers FC   | 14  | 6 | 1 | 7 | 13   | 13 | 16 | –3  |
| 6.  | Reformers FC              | 14  | 4 | 2 | 8 | 10   | 8  | 20 | –12 |
| 7.  | Universal FC              | 14  | 3 | 4 | 7 | 10   | 10 | 17 | –7  |
| 8.  | Bristol FC                | 14  | 2 | 5 | 7 | 9    | 13 | 20 | –7  |

### Legenda
| Kleur                                                | Kwalificatie voor                       |
| ---------------------------------------------------- | --------------------------------------- |
|                                                      | Copa Aldao 1913                         |
|                                                      | Tie Cup 1913 (winnaar Copa Competencia) |
| Copa de Honor Cousenier 1913 (winnaar Copa de Honor) |                                         |
|                                                      | Segunda División 1914                   |

| Winnaar Primera División 1913 |
| ----------------------------- |
| River Plate FC 3e titel       |

#### Topscorer
De topscorerstitel ging met negen treffers naar Lucio Gorla van Nacional.
| №  | Speler      | Club(s)                   | Goals |
| -- | ----------- | ------------------------- | ----- |
| 1. | Lucio Gorla | Club Nacional de Football | 9     |

1900 · 1901 · 1902 · 1903 · 1904 · 1905 · 1906 · 1907 · 1908 · 1909 · 1910 · 1911 · 1912 · 1913 · 1914 · 1915 · 1916 · 1917 · 1918 · 1919 · 1920 · 1921 · 1922 · 1923 · 1924 · 1925 · 1926 · 1927 · 1928 · 1929 · 1930 · 1931 · 1932 · 1933 · 1934 · 1935 · 1936 · 1937 · 1938 · 1939 · 1940 · 1941 · 1942 · 1943 · 1944 · 1945 · 1946 · 1947 · 1948 · 1949 · 1950 · 1951 · 1952 · 1953 · 1954 · 1955 · 1956 · 1957 · 1958 · 1959 · 1960 · 1961 · 1962 · 1963 · 1964 · 1965 · 1966 · 1967 · 1968 · 1969 · 1970 · 1971 · 1972 · 1973 · 1974 · 1975 · 1976 · 1977 · 1978 · 1979 · 1980 · 1981 · 1982 · 1983 · 1984 · 1985 · 1986 · 1987 · 1988 · 1989 · 1990 · 1991 · 1992 · 1993 · 1994 · 1995 · 1996 · 1997 · 1998 · 1999 · 2000 · 2001 · 2002 · 2003 ·  2004 · 2005 · 2005/06 · 2006/07 · 2007/08 · 2008/09 · 2009/10 · 2010/11 ·  2011/12 · 2012/13 · 2013/14 · 2014/15 · 2015/16 · 2016 · 2017 · 2018 · 2019 · 2020 · 2021 · 2022 · 2023